# Olympische Winterspiele 2022/Shorttrack – 3000 m Staffel (Frauen)
Die 3000-m-Shorttrack-Staffel der Frauen bei den Olympischen Winterspielen 2022 wurde am 9. und 13. Februar im Hauptstadt-Hallenstadion in Peking ausgetragen.

## Rekorde

### Bestehende Rekorde
| Weltrekord         | Suzanne Schulting, Yara van Kerkhof, Lara van Ruijven, Jorien ter Mors | 4:03,471 min | Pyeongchang | 20. Februar 2018 |
| Olympischer Rekord | Suzanne Schulting, Yara van Kerkhof, Lara van Ruijven, Jorien ter Mors | 4:03,471 min | Pyeongchang | 20. Februar 2018 |

### Neue Rekorde
| Weltrekord         | Suzanne Schulting, Selma Poutsma, Xandra Velzeboer, Yara van Kerkhof | 4:03,409 min | Peking | 13. Februar 2022 |
| Olympischer Rekord | Suzanne Schulting, Selma Poutsma, Xandra Velzeboer, Yara van Kerkhof | 4:03,409 min | Peking | 13. Februar 2022 |

## Ergebnisse

### Vorläufe
QA – Qualifikation für das A-Finale
QB – Qualifikation für das B-Finale
| Rang | Lauf | Land               | Athletinnen                                                                | Zeit (min) | Anmerkung |
| ---- | ---- | ------------------ | -------------------------------------------------------------------------- | ---------- | --------- |
| 1    | 1    | Niederlande        | Suzanne Schulting Selma Poutsma Xandra Velzeboer Yara van Kerkhof          | 4:04,133   | QA        |
| 2    | 1    | China              | Han Yutong Qu Chunyu Fan Kexin Zhang Yuting                                | 4:04,383   | QA        |
| 3    | 1    | Polen              | Nikola Mazur Natalia Maliszewska Kamila Stormowska Patrycja Maliszewska    | 4:10,074   | QB        |
| 4    | 1    | Italien            | Arianna Fontana Cynthia Mascitto Martina Valcepina Arianna Valcepina       | 4:17,438   | QB        |
| 1    | 2    | Kanada             | Courtney Sarault Florence Brunelle Kim Boutin Alyson Charles               | 4:05,893   | QA        |
| 2    | 2    | Südkorea           | Seo Whi-min Choi Min-jeong Kim A-lang Lee Yu-bin                           | 4:05,904   | QA        |
| 3    | 2    | ROC                | Sofja Proswirnowa Jekaterina Jefremenkowa Jelena Serjogina Anna Wostrikowa | 4:06,064   | QB        |
| 4    | 2    | Vereinigte Staaten | Kristen Santos Corinne Stoddard Maame Biney Julie Letai                    | 4:06,098   | QB        |

### Finale

#### B-Finale
| Rang | Land               | Athletinnen                                                                | Zeit (min) | Anmerkung |
| ---- | ------------------ | -------------------------------------------------------------------------- | ---------- | --------- |
| 5    | Italien            | Arianna Fontana Arianna Sighel Martina Valcepina Arianna Valcepina         | 4:09,688   |           |
| 6    | Polen              | Nikola Mazur Natalia Maliszewska Kamila Stormowska Patrycja Maliszewska    | 4:10,210   |           |
| —    | ROC                | Sofja Proswirnowa Jekaterina Jefremenkowa Jelena Serjogina Anna Wostrikowa |            | PEN       |
| —    | Vereinigte Staaten | Kristen Santos Corinne Stoddard Maame Biney Julie Letai                    |            | PEN       |

#### A-Finale
| Rang | Land        | Athletinnen                                                       | Zeit (min) | Anmerkung |
| ---- | ----------- | ----------------------------------------------------------------- | ---------- | --------- |
| 1    | Niederlande | Suzanne Schulting Selma Poutsma Xandra Velzeboer Yara van Kerkhof | 4:03,409   | WR, OR    |
| 2    | Südkorea    | Seo Whi-min Choi Min-jeong Kim A-lang Lee Yu-bin                  | 4:03,627   |           |
| 3    | China       | Qu Chunyu Zhang Chutong Fan Kexin Zhang Yuting                    | 4:03,863   |           |
| 4    | Kanada      | Courtney Sarault Florence Brunelle Kim Boutin Alyson Charles      | 4:04,329   |           |